# دفتر آگاهی از اطلاعات
دفتر آگاهی از اطلاعات را آژانس پروژه‌های پژوهشی پیشرفتهٔ دفاعی (دارپا) ایالات متحده آمریکا در ژانویه ۲۰۰۲ راه‌اندازی کرد تا چندین پروژه نظارت و فناوری اطلاعات را در برنامه آگاهی کامل از اطلاعات، در کنار هم قرار دهد. هدف از این برنامه، تمرکز بر ردگیری و نظارت برای تروریست‌ها و دیگر جنگ‌های نامتقارن علیه امنیت ملی آمریکا بود.

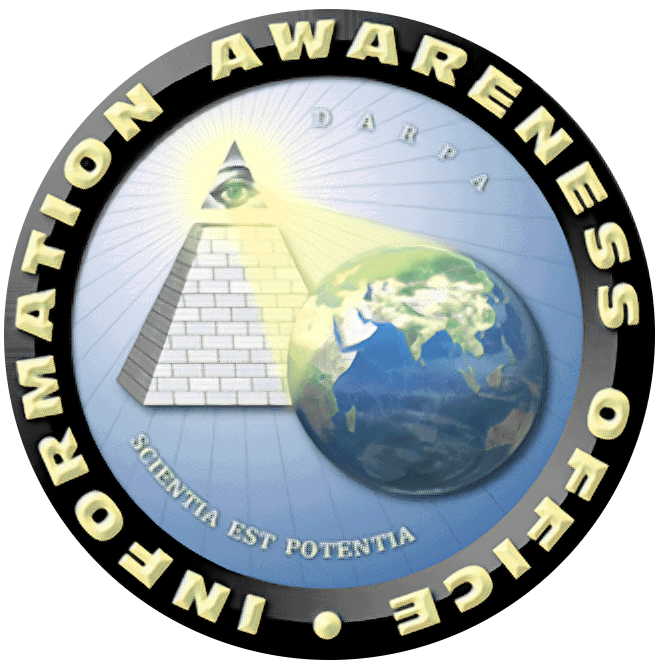
مُهر دفتر آگاهی از اطلاعات. شعار scientia est potentia به زبان لاتین یعنی: توانا بُوَد هرکه دانا بُوَد

این کار با پدید آوردن پایگاه داده‌های بزرگ و گردآوری و نگهداری اطلاعات شخصی همه مردم آمریکا مانند ایمیل، شبکه اجتماعی، پیشینه کارت اعتباری، تماس تلفنی، پیشینه پزشکی، و منابع بسیارِ دیگر انجام می‌شد که هیچ نیازی به حکم بازرسی نداشت. این اطلاعات، تحلیل می‌شدند تا کنش‌های مشکوک، ارتباط بین افراد، و تهدیدها شناسایی شوند. به علاوه، برنامه آگاهی کامل از اطلاعات، هزینه توسعه فناوری‌های نظارت زیست‌سنجشی را نیز می‌پردازد که می‌توانند با دوربین‌های نظارتی و دیگر روش‌ها افراد را شناسایی کنند.
به دنبال انتقاد مردم از توسعه و گسترش این فناوری و کاربرد احتمالی آن در سامانه‌های نظارت گسترده، کنگره ایالات متحده آمریکا در سال ۲۰۰۳ (میلادی) بودجه دفتر آگاهی از اطلاعات را قطع کرد. با این حال، بودجه بسیاری از پروژه‌های دفتر آگاهی از اطلاعات، همچنان تامین می‌شود و تنها، نام آنها تغییر کرده است. در سال ۲۰۱۳ (میلادی) ادوارد اسنودن، این برنامه‌ها را فاش کرد.

## تاریخچه
دفتر آگاهی از اطلاعات پس از حملات ۱۱ سپتامبر به ابتکار مشاور امنیت ملی رونالد ریگان، جان پویندکستر، و ورود مدیر اجرایی شرکت بین‌المللی کاربردهای علمی، برایان هیکس به وزارت دفاع ایالات متحده آمریکا با ایده آغاز به کار برنامه آگاهی از اطلاعات تشکیل شد.
پوندکستر و هیکس، پیش از آن نیز در برنامه‌های فناوری اطلاعات آژانس پروژه‌های پژوهشی پیشرفتهٔ دفاعی، با هم، کار کرده بودند. آژانس پروژه‌های پژوهشی پیشرفتهٔ دفاعی با برنامه آگاهی کامل از اطلاعات، موافقت کرد و در سال ۲۰۰۲ (میلادی) پویندکستر را مسئول پیشبرد آن کرد.
از فوریه ۲۰۰۳ دفتر آگاهی از اطلاعات، هزینه تحقیق و توسعه برنامه آگاهی کامل از اطلاعات را پرداخت کرد. به خاطر بازتاب رسانه‌ایِ نگرانی مردم از استفاده از برنامه آگاهی کامل از اطلاعات برای نظارت بر مردم آمریکا از مه ۲۰۰۴ نام این برنامه، به «برنامه آگاهی از اطلاعات تروریستی» تغییر یافت. اگرچه برنامه آگاهی کامل از اطلاعات، یکی از چندین پروژه دیگر دفتر آگاهی از اطلاعات بود اما بسیاری از منتقدان و خبرنگاران، آنرا با دیگر پروژه‌های پژوهشی مرتبط دیگر دفتر آگاهی از اطلاعات در هم آمیختند و نتیجه گرفتند که برنامه آگاهی کامل از اطلاعات به این خاطر معروف شد که نمونه‌ای از همه برنامه‌های دفتر آگاهی از اطلاعات بود.
خود برنامه آگاهی کامل از اطلاعات، برنامه "سطح سیستم"یِ دفتر آگاهی از اطلاعات بود که آرمان آن یکپارچه‌سازی فناوری‌های اطلاعاتی در یک سامانه پیش‌نمونه بود تا ابزارهای بهتری برای شناسایی، و دسته‌بندی بهتر تروریست‌های احتمالی پیدا کند و به سازمان‌های مسئول در آمریکا اجازه عملیات پیشگیرانه متقابل بدهد.
به عنوان یک برنامه "سطح سیستم"ی، آرمان برنامه آگاهی کامل از اطلاعات، «معماری اطلاعات ضدتروریسم» بود که فناوری‌های دیگر برنامه‌های دفتر آگاهی از اطلاعات (و در صورت درخور بودن، از جاهای دیگر) را یکپارچه می‌کرد. برنامه آگاهی کامل از اطلاعات، پژوهش، توسعه، و یکپارچه‌سازی فناوری‌ها برای تجمیع تقریباً همه داده‌ها بود تا از تحلیل پیوندهای موضوع-محور پیروی کند، با داده‌کاوی یا فرضیه‌های انسانی، مدل‌های توصیفی و پیش‌بینی را توسعه دهد، و برای شناسایی تروریست‌ها و گروهای تروریستی، چنین مدل‌هایی را در مجموعه داده‌های اضافی، بکار ببرد.

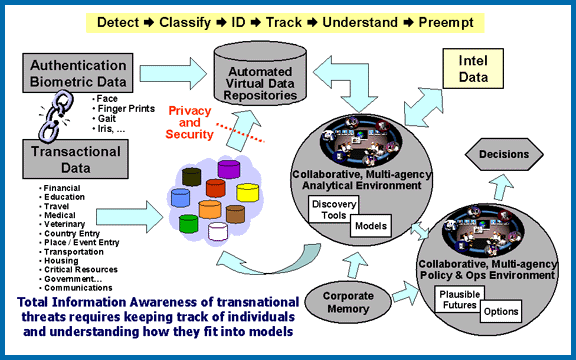
نمودار سامانه آگاهی کامل از اطلاعات (برگرفته از وبگاه رسمی دفتر آگاهی از اطلاعات) (وبگاه پاک شده)

از دیگر برنامه‌های دفتر آگاهی از اطلاعات که قرار بود به آن دفتر در تجمیع داده‌های شاخص و فناوری‌های تحلیل خودکار کمک کنند می‌توان به جِنیسیس (به انگلیسی: Genisys)، حفاظت از حریم شخصی جنیسیس، استخراج شواهد و کشف پیوند، و تحلیل مقیاس‌پذیر شبکه‌های اجتماعی اشاره کرد.
جان پویندکستر در سخنرانی ۲ اوت ۲۰۰۲ خود در دارپاتِک (به انگلیسی: DARPAtech) با نام "نمای کلی دفتر آگاهی از اطلاعات" درباره برنامه آگاهی کامل از اطلاعات توضیح داد.
به همراه خود این برنامه، مشارکت پویندکستر به عنوان اداره‌کننده دفتر آگاهی از اطلاعات، نگرانی‌هایی را در میان برخی افراد برانگیخت. زیرا او پیش از آن، به دروغ به مجلس نمایندگان و تغییر و نابودی اسناد ماجرای مک‌فارلین متهم شده بود. با این حال، به خاطر حفاظت از شهادت علیه او، بعدها از اتهام‌ها تبرئه شد.
در ۱۶ ژانویه ۲۰۰۳ به دنبال انتظار برای بازبینی مجلس نمایندگان درباره مسئله حریم شخصی برنامه آگاهی کامل از اطلاعات، سناتور راس فینگلد، مصوبه‌ای را برای تعلیق کار دفتر آگاهی از اطلاعات ارائه داد. سناتور ران وایدن نیز در اقدامی مشابه، خواستار جلوگیری از کار دفتر آگاهی از اطلاعات، در آمریکا شد مگر آنکه مجلس نمایندگان اجازه ویژه‌ای برای ادامه کار آن داده باشد. پس از تصوبب قانون، دفتر آگاهی از اطلاعات، در ۶۰ روز بسته می‌شد مگر اینکه پنتاگون در گزارشی به مجلس نمایندگان، تاثیر کارهای دفتر آگاهی از اطلاعات بر حریم شخصی و آزادی مدنی را ارزیابی کند یا اینکه رئیس‌جمهور ایالات متحده آمریکا اهمیت تحقیقات برنامه آگاهی کامل از اطلاعات را برای تامین امنیت ملی آمریکا تایید کند. در فوریه ۲۰۰۳ مجلس نمایندگان، مصوبه تعلیق کارهای دفتر آگاهی از اطلاعات را تصویب کرد تا منتظر گزارش مجلس نمایندگان برای کارهای دفتر آگاهی از اطلاعات بماند. (قطعنامه تخصیص بودجه، ۲۰۰۳، شماره ۱۰۸-۷، بخش M، §۱۱۱(b))
در ۲۰ مه ۲۰۰۳ آژانس پروژه‌های پژوهشی پیشرفتهٔ دفاعی در پاسخ به این مصوبه، گزارشی را از کنش‌های خود ارائه داد. در این گزارش، نام «برنامه آگاهی کامل از اطلاعات»، به «برنامه آگاهی از اطلاعات تروریستی» تغییر یافت و تاکید کرد که این برنامه برای تهیه پرونده، علیه شهروندان آمریکایی، طراحی نشده است. اما بیشتر بر تحقیق و توسعه ابزارهایی تمرکز می‌کند که به سازمان‌های اجرای قانون، اجازه گردآوری اطلاعات از شبکه‌های تروریستی را می‌دهد. با وجود این تغییر نام و دادن ضمانت، منتقدان، همچنان این سامانه را مستعد سوءاستفاده می‌دیدند.
در نتیجه، هر دو گروه مذاکره‌کننده مجلس نمایندگان و مجلس سنای ایالات متحده آمریکا با افزودن مفادی به لایحه تخصیص بودجه وزارت دفاع (۲۰۰۴) (که در ۱ اکتبر ۲۰۰۳ با امضای رئیس‌جمهور آن هنگام آمریکا، جرج دابلیو بوش به قانون تبدیل شده بود) جلوی تامین بودجه برنامه آگاهی کامل از اطلاعات را گرفتند. همچنین بیانیه توضیحی مشترک در گزارش کمیته کنفرانس، به طور ویژه‌ای تاکید کرد که دفتر آگاهی از اطلاعات به عنوان مجری برنامه آگاهی کامل از اطلاعات، باید فوراً بسته شود.

## پژوهش‌ها
پژوهش‌ها دفتر آگاهی از اطلاعات، پیرامون پنج موضوع اصلی حل مشکلات همکاری امن، اکتشاف ساختاریافته، فهم پیوند و گروه، مصورسازی آگاهی از درونمایه، و تصمیم‌گیری با حافظه شرکتی بود.
برخی از پروژه‌های دفتر آگاهی از اطلاعات:

### شناسایی انسان از فاصله دور
پروژه «شناسایی انسان از فاصله دور»، فناوری‌های شناسایی خودکار زیست‌سنجشی را توسعه داد تا برای "حفاظت اجباری"، پیشگیری از بزه، و "امنیت ملی/دفاع"، افراد را از فاصله دور، شناسایی کند.
اهداف این پروژه باعث شدند تا:

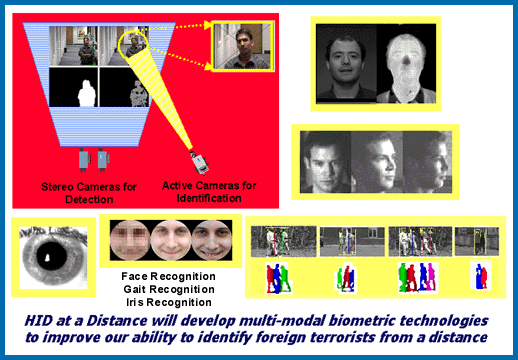
نموداری که توانایی شناسایی انسان از فاصله دور را نشان می‌دهد (برگرفته از وبگاه رسمی دفتر آگاهی از اطلاعات)

- الگوریتم‌هایی برای مکان‌یابی و دستیابی به چیزهایی تا فاصله ۱۵۰ متر (۴۹۰ فوت) توسعه داده شوند.
- سیستم تشخیص چهره و راه رفتن را به یک سامانه شناسایی انسانی ۲۴ ساعته تبدیل کنند.
- گونه‌ای سامانه شناسایی انسان را توسعه دهد و گسترش دهد که با تصاویر قابل دید، در فاصله بیش از ۱۵۰ متر (۴۹۰ فوت) نیز کار کند.
- یک سامانه رادار موج میلیمتری کم انرژی را برای شناسایی در میدان دید گسترده و طبقه‌بندی شیوه راه رفتن در یک میدان دید محدود، توسعه دهد.
- شیوه‌های راه رفتن را از روی ویدیوهای شناسایی انسان از فاصله دور، تشخیص دهد.
- یک سامانه تشخیص چهره چند طیفی از فروسرخ و نور مرئی را توسعه دهد.

### استخراج مدرک و کشف پیوند
«استخراج مدرک و کشف پیوند» به معنی توسعه ابزار و فناوری‌ها برای کشف خودکار، استخراج و پیوند دادن شواهد پراکنده در مقادیر زیادی از منابع داده طبقه‌بندی‌شده و طبقه‌بندی‌نشده است. نمونه این داده‌ها پیشینه تماس‌های تلفنی در پایگاه داده آژانس امنیت ملی (مین‌وی)، اینترنت‌گردی، یا تراکنش مالی هستند.
استخراج مدرک و کشف پیوند، برای طراحی سامانه‌هایی با توانایی استخراج داده از چند منبع (مانند پیام نوشتاری، وبگاه شبکه‌های اجتماعی، پیشینه مالی، و وب‌گردی) طراحی شده بود. این کار برای توسعه توانایی شناسایی الگوهای تشکیل شده از چند گونه پیوند بین موارد داده‌ها یا ارتباط بین افراد (مانند تراکنش‌های بین مردم، ارتباطات، سفر، و مانند آنها) بود.
استخراج مدرک و کشف پیوند، برای پیوند دادن موارد احتمالی و یادگیری الگوهای مرتبط با گروه‌ها و سناریوهای "تروریستی" طراحی شده بود تا سازمان‌های تروریستی تازه و تهدیدهای فوری را شناسایی کند.

### جنیسیس
هدف «جنیسیس»، توسعه فناوری‌هایی بود که امکان ذخیره اطلاعات بزرگ و بدست آمده از همه منابع را می‌داد.
حجم بزرگی از اطلاعات باید گردآوری و تحلیل می‌شدند و فناوری پایگاه داده در دسترس در آن هنگام برای نگهداری و سازماندهی چنین داده بزرگی، کافی نبود. بنابراین آنها روش‌هایی را برای تجمیع داده فرضی توسعه دادند تا از تحلیل موثر پایگاه داده‌های ناهمگون و منابع داده‌های عمومی بدون ساختار (مانند وب جهان‌گستر) پشتیبانی کند. "تحلیل موثر پایگاه داده‌های ناهمگون" به معنی توانایی گرفتن چیزها از پایگاه داده‌هایی است که برای نگهداری داده‌های گوناگون (مانند پایگاه داده پیشینه کیفری، تماس تلفنی، و اطلاعات خارجی) طراحی شده‌اند. وب جهان‌گستر، یک "منبع داده‌های عمومی بدون ساختار" است. زیرا برای همه، در دسترس است و گونه‌های گوناگونی داده (مانند وبلاگ، ایمیل، وبگردی، و مانند آنها) را در خود دارد که همه آنها باید به شکل موثری، نگهداری و تحلیل شوند.

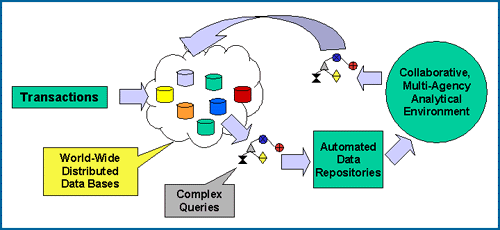
آرمان‌های پروژه جنسیس

هدف دیگر جنیسیس، توسعه معماری سامانه بزرگ و توزیع‌شده‌ای برای مدیریت حجم زیادی از داده خام ورودی، تحلیل نتایج، و بازخورد بود که داده نگهداری‌شده ساده و انعطاف‌پذیرتری را پدید می‌آورد. این داده ساده و انعطاف‌پذیرتر، کارایی خوبی دارد و امکان نگهداری همیشگی داده‌های مهم را می‌دهد.
جنیسیس، یک برنامه حفاظت از حریم شخصی داخلی داشت که جلوی دسترسی تحلیل‌گران به اطلاعات نامربوط درباره حریم شخصی شهروندان آمریکایی را می‌گرفت و با سازوکارهای نرم‌افزاری، قوانین و سیاست‌های حریم شخصی را اجرا می‌کرد، و موارد سوءاستفاده از داده را گزارش می‌داد.

### تحلیل مقیاس‌پذیر شبکه اجتماعی
آرمان «تحلیل مقیاس‌پذیر شبکه اجتماعی»، توسعه روش‌هایی بر پایه تحلیل شبکه‌های اجتماعی بود تا از آن روش‌ها برای مدل‌سازی ویژگی‌های اصلی گروه‌های تروریستی و جداسازی آن گروه‌ها از دیگر گروه‌های اجتماعی استفاده کند.
شان مک‌گاهان از دانشگاه نورت‌ایسترن، در پژوهش خود درباره تحلیل مقیاس‌پذیر شبکه اجتماعی گفت:
هدف از الگوریتم‌های برنامه تحلیل مقیاس‌پذیر شبکه اجتماعی، گسترش روش‌های تحلیل شبکه‌های اجتماعی برای کمک به جداسازی گروه‌های احتمالی تروریستی از گروه‌های مردم عادی است. برای این کار، تحلیل مقیاس‌پذیر شبکه اجتماعی نیاز به گردآوری اطلاعات از روابط بین بخش بزرگی از مردم در سراسر جهان دارد. اما چون وزارت دفاع نمی‌تواند به آسانی، روابط بین مردم عادی و تروریست‌ها را از هم جدا کند به ناچار داده مردم عادی را هم گردآوری می‌کند.— شان مک‌گاهان

### بازارهای آینده با کاربرد در پیش‌بینی
هدف از «بازارهای آینده با کاربرد در پیش‌بینی» کنترل اطلاعات اشتراکی با پژوهش درباره روش‌های پیش‌بینی بازار برای پرهیز از غافل‌گیری و پیش‌بینی رویدادهای آینده بود. هدف از آن، کشف امکان‌پذیری سازوکارهای معاملاتی بر پایه بازار بود تا ناپایداری سیاسی، تهدیدها علیه امنیت ملی، و دیگر رویدادهای مهم در آینده نزدیک را پیش‌بینی کند. به بیان ساده‌تر، «بازارهای آینده با کاربرد در پیش‌بینی»، وبگاهی بود که به مردم اجازه می‌داد روی تاریخ رخداد حمله تروریستی، شرط‌بندی کنند و مدیر این شرط‌بندی، حکومت فدرال ایالات متحده آمریکا بود. چندین سناتور با ایده چنین برنامه‌ای مخالفت کردند. پس از آن، رهبر حزب اقلیت در سنا تام دشل در صحن سنا گفت: "باورم نمی‌شد که ما ۸ میلیون دلار آمریکا برای ساخت وبگاهی تخصیص داده باشیم که مردم را به شرط‌بندی رخدادها در آینده، مانند حمله‌های تروریستی و ترورهای عمومی تشویق می‌کند... باورم نمی‌شود که کسی تصور کند هدف ما تجارت مرگ باشد... چقدر طول می‌کشد که سرمایه‌گذاران روی چیزی سرمایه‌گذاری کنند و نتیجه دلخواه خود را بدست آورند؟" سناتور حزب دموکرات از ایالات اورگن، ران وایدن گفت: "ایده شرط‌بندی فدرال بر روی بی‌رحمی و ترویسم، مسخره و عجیب است". سناتور عالی‌رتبه حزب دموکرات از ایالت میشیگان و عضو کمیته مجلس سنای ایالات متحده آمریکا در امور نظامی، کارل لیون گفت: "ایده برنامه «بازارهای آینده با کاربرد در پیش‌بینی» آنقدر خنده‌دار است که در آغاز، فکر کرده، گزارش‌های منتشرشده، حقه هستند". پس از آن، این برنامه از کار افتاد.

### شناسایی، استخراج، و جمع‌بندی اطلاعات میان‌زبانی
«شناسایی، استخراج، و جمع‌بندی اطلاعات میان‌زبانی» به معنی توسعه فناوری پردازش پیشرفته زبانی است که به انگلیسی‌زبان‌ها امکان می‌دهد بدون نیاز به دانستن زبان‌های دیگر، اطلاعات حیاتی را پیدا و تفسیر کنند.

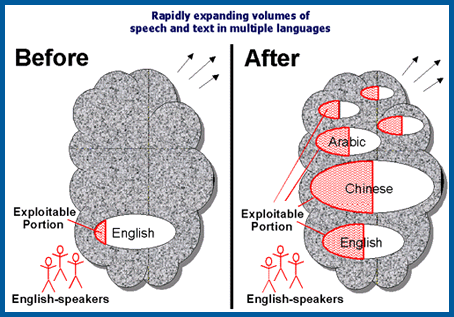
آرمان‌های پروژه شناسایی، استخراج، و جمع‌بندی اطلاعات میان‌زبانی

گروه‌های بیرونی، مانند دانشگاه، شرکت، و مانند آنها برای همکاری در بازیابی سالانه اطلاعات، شناسایی و ردیابی موضوع، استخراج خودکار درونمایه، و برآوردهای ترجمه ماشینی، دعوت می‌شدند که مؤسسه ملی فناوری و استانداردها پیش می‌برد.

### جنوآ/جنوآ ۲
پروژه جنوآ و پروژه جنوآ ۲ بر فراهم‌آوری ابزارهای پیشرفته پشتیبانی از تصمیم‌گیری و همکاری برای مقابله سریع و سازگار با مدیریت پویای بحران تمرکز می‌کنند و اجازه همکاری پیوسته بین سازمانی را می‌دهند. کاربرد دیگر این دو پروژه، امکان براورد سناریوهای احتمالی در آینده بود که به مقام‌های اطلاعاتی، در تصمیم‌گیری، کمک می‌کرد که روشی همانند برنامه دیپ گرین آژانس پروژه‌های پژوهشی پیشرفتهٔ دفاعی است. دیپ گرین برای کمک به فرماندهان ارتش برای تصمیم‌گیری در میدان جنگ، طراحی شد.

### آمادگی برای جنگ نامتقارن
«آمادگی برای جنگ نامتقارن» با بررسی رفتارهای فردی و گروهی در یک درونمایه محیطی گسترده و همچنین بررسی انگیزه تروریست‌های خاص، بر توسعه فناوری خودکار تمرکز می‌کرد که می‌توانست ویژگی‌های قابل پیش‌بینی کارهای تروریستی یا حمله‌های نزدیک را شناسایی کند.

### بازشناسی گفتار با قابلیت استفاده دوباره مقرون به صرفه موثر
«بازشناسی گفتار با قابلیت استفاده دوباره مقرون به صرفه موثر» برای فناوری رونویسی خودکار بازشناسی گفتار توسعه داده شد که خروجی آن، اساساً غنی‌تر و بسیار دقیق‌تر از گذشته بود. «بازشناسی گفتار با قابلیت استفاده دوباره مقرون به صرفه موثر» بر گفتگوهای روزانه بین مردم، مانند برنامه‌های رادیویی و گفتگوهای تلفنی به زبان‌های گوناگون، تمرکز می‌کرد. انتظار می‌رود با پیشرفت سرعت رایانه‌ها سرعت پردازش، ۱۰۰ برابر بیشتر شود.

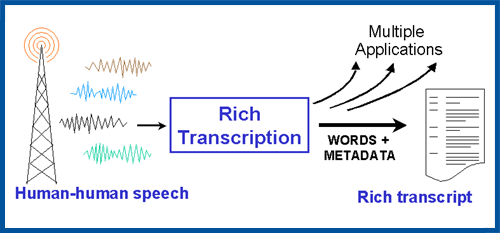
آرمان‌های پروژه بازشناسی گفتار با قابلیت استفاده دوباره مقرون به صرفه موثر (برگرفته از وبگاه رسمی دفتر آگاهی از اطلاعات)

هدف از «بازشناسی گفتار با قابلیت استفاده دوباره مقرون به صرفه موثر»، پدید آوردن فناوری فعال‌کننده هسته (فناوری مورد استفاده به عنوان مولفه‌ای برای فناوری‌های آینده) بود که برای طیف گسترده‌ای از کاربردهای نظارتی در آینده، مناسب بود.

### بابیلون
«بابیلون» برای پیدایش بسترها و رابط‌های برگردان گفتار به زبان طبیعی، دو سویه، و سریع، توسعه داده شد تا در میدان جنگ برای حفاظت از سربازان، پردازش درخواست‌های پناهندگی، و تریاژ درمانی استفاده شود.

### نظارت زیست‌سنجشی
«نظارت زیست‌سنجشی» برای فناوری‌های اطلاعاتی ضروری توسعه داده شد که پیش‌نمونه آن می‌توانست آزادسازی پنهانی پاتوژن زیستی را به شکل خودکار و به اندازه چشمگیری، سریع‌تر از روش‌های معمول، شناسایی کند.

### ارتباط‌دهنده
«ارتباط‌دهنده» برای فناوری "تعامل گفتگو" توسعه داده شد که به جنگجویان، امکان گفتگو با رایانه را می‌دهد. با چنین فناوری‌ای، اطلاعات، حتی بدون نیاز به صفحه‌کلید، در میدان جنگ یا مرکز فرماندهی، در دسترس هستند. سکوی ارتباط‌دهنده، به هر دو صورت بی‌سیم و سیار در دسترس است و برای کاربری در محیط شبکه‌شده، طراحی شده است.

توانایی‌های پروژه «ارتباط‌دهنده» (برگرفته از وبگاه رسمی دفتر آگاهی از اطلاعات)

نرم‌افزار تعامل گفتگو، برای تفسیر درونمایه گفتگو بکار می‌رود تا کارایی آنرا بهتر کند و بتواند خود را به صورت خودکار با موضوع‌های تازه، سازگار کند (زیرا در هنگام جنگ، وضعیت، به سرعت، تغییر می‌کند). بنابراین گفتگو طبیعی و روان خواهد بود. برنامه «ارتباط‌دهنده» بر دانش کار تاکید می‌کند تا تاثیر زبان‌های طبیعی و سروصدای محیط را جبران کند. برعکس برگردان خودکار گفتگو به زبان طبیعی که اصولاً به خاطر دستور زبان و شمار واژگان زیاد آن، بسیار پیچیده است برنامه «ارتباط‌دهنده» به موضوع‌های ویژه وظیفه‌ای هدایت می‌شود. بنابراین واژگان کمتری وجود خواهند داشت (سامانه «ارتباط‌دهنده» تنها نیاز دارد زبان مرتبط با جنگ را بفهمد). پژوهش‌هایی نیز آغاز شدند تا بر تعامل رایانه‌ای زبان‌های خارجی تمرکز کنند تا برای پشتیبانی از عملیات‌های ائتلافی استفاده شوند.
تمرین‌های زنده، مانند عملیات لجستیکی واحدهای کوچک، مانند سپاه تفنگداران دریایی ایالات متحده آمریکا انجام شدند تا این فناوری را در شرایط فوق‌العاده، آزمایش کنند.

## پروژه‌های شاخص که همچنان توسعه می‌یابند
با وجود قطع بودجه برنامه آگاهی کامل از اطلاعات و بستن دفتر آگاهی از اطلاعات، اصل پروژه، نجات یافت. قانون‌گذاران، متمم محرمانه‌ای را به لایحه تخصیص بودجه وزارت دفاع (۲۰۰۴) افزودند که بودجه فناوری‌های شاخص برنامه آگاهی کامل از اطلاعات را در صورت جابجایی به سازمان‌های دولتی دیگر، حفظ می‌کرد. با اینحال، قانون تصریح می‌کرد که این فناوری‌ها تنها باید در امور نظامی یا اطلاعات خارجی و علیه خارجی‌ها استفاده شوند.
هم اکنون، فعالیت تحقیق و توسعه پیشرفته، دو پروژه اصلی برنامه آگاهی کامل از اطلاعات را پیش می‌برد. دفتر فعالیت تحقیق و توسعه پیشرفته، در میان ۶۰ ساختمان عجیب "شهر رمزنگاری" در ستاد آژانس امنیت ملی در فورت جورج جی. مید در ایالت مریلند است. فعالیت تحقیق و توسعه پیشرفته، از آژانس امنیت ملی به دفتر فناوری ویرانگر منتقل شد که اداره‌کننده اطلاعات ملی آنرا مدیریت می‌کند. بودجه این پروژه‌ها از سوی برنامه ملی اطلاعات خارجی تامین می‌شود که هدف آنها اطلاعات ضدتروریسم خارجی است.
یکی از این فناوری‌ها با نام رمز "بسکتبال"، سامانه پیش‌نمونه آگاهی از اطلاعات است. "بسکتبال"، پایه معماری یکپارچه‌سازی همه ابزارهای استخراج، تحلیل، و پخش اطلاعات برنامه آگاهی کامل از اطلاعات است. شرکت بین‌المللی کاربردهای علمی، از طریق بازوی مشاور خود هیکس و همکاران، روی این پروژه، کار می‌کند. مدیران شرکت بین‌المللی کاربردهای علمی، مقام‌های پیشین دفاعی و نظامی هستند که با دفتر آگاهی از اطلاعات، در اواخر سال ۲۰۰۲ قراردادی به ارزش ۱۹ میلیون دلار برای ساخت یک پیش‌نمونه، بسته بودند.
پروژه دیگر، طراحی دوباره "تاپ‌سِیل" (با نام پیشین جنوآ ۲) بود. تاپ‌سِیل، ابزارهای فناوری اطلاعات را برای کمک به پیش‌بینی و پیشگیری از حمله‌های تروریستی فراهم می‌کند. در سال ۲۰۰۵ (میلادی) شرکت بین‌المللی کاربردهای علمی، یک قرارداد ۳/۷ میلیون دلاری برای کار بر روی "تاپ‌سِیل" بست.

## پوشش رسانه‌ای و انتقادها
نخستین‌بار، گزارشگر نیویورک تایمز جان مارکوف در ۱۳ فوریه ۲۰۰۲ درباره دفتر آگاهی از اطلاعات، در رسانه‌های جریان اصلی، اطلاع‌رسانی کرد. گزارش‌های نخستین، جزئیات کمی درباره برنامه، ارائه می‌دادند. در ماه‌های بعد با درز اطلاعات بیشتر درباره برنامه آگاهی کامل از اطلاعات، کنشگران آزادی‌های فردی و مدنی درباره احتمال توسعه سامانه نظارت گسترده اورولی، نگران شدند.
در ۱۴ نوامبر ۲۰۰۲ نیویورک تایمز، ستونی را به نوشته ویلیام سفایر منتشر کرد که نوشته بود: "به برنامه آگاهی از اطلاعات، ۲۰۰ میلیون دلار بودجه اختصاص داده شده تا برای ۳۰۰ میلیون آمریکایی، پرونده‌سازی کند". به ویلیام سفایر، عنوان «راه‌انداز جنبش ضد برنامه آگاهی کامل از اطلاعات» داده شده است.